# Jan Štros
Jan Štros (2. listopadu 1830 Kaňk – 27. července 1900 Hořice) byl český lékař a politik, v 60. a 70. letech 19. století poslanec Českého zemského sněmu.

## Biografie
Narodil se v Kaňku u Kutné Hory. Profesí byl lékařem. Začal studovat gymnázium v Německém Brodě, poslední dva roky pak studoval v Praze. V roce 1857 získal titul doktor všeobecného lékařství. Nastoupil jako lékař do Kutné Hory. Zde se veřejně angažoval. Od 1. května 1867 působil coby jediný okresní lékař v Nechanicích. Zde zasedal po 13 let v obecním zastupitelstvu (z toho po čtyři roky i radním) a po dobu 24 let byl členem okresního zastupitelstva (z toho v letech 1880–1884 i úřadujícím náměstkem okresního starosty Jana Harracha). Podporoval myšlenku výstavby nemocnice. Publikoval v Časopise lékařů českých. Podílel se na založení místní odbočky Sokola (byl prvním starostou místního Sokola), roku 1868 i Občanské záložny, stejně tak stál roku 1884 za vznikem Jednoty pro okrašlování města a jeho nejbližšího okolí, v níž působil jako její první předseda, v roce 1895 inicioval zřízení parku.
V 60. letech 19. století se zapojil do zemské politiky. V zemských volbách v Čechách v lednu 1867 byl zvolen na Český zemský sněm v městské kurii (obvod Kutná Hora). Mandát obhájil v krátce poté konaných zemských volbách v březnu 1867. V srpnu 1868 patřil mezi 81 signatářů státoprávní deklarace českých poslanců, v níž česká politická reprezentace odmítla centralistické směřování státu a hájila české státní právo. Čeští poslanci tehdy na protest praktikovali politiku pasivní rezistence, kdy bojkotovali práci zemského sněmu, byli za neomluvenou absenci zbavováni mandátů a pak opětovně manifestačně voleni. Štros takto byl zbaven mandátu pro absenci v září 1868 a zvolen znovu v doplňovacích volbách v září 1869. Uspěl rovněž v řádných volbách v roce 1870 a volbách roku 1872. V doplňovacích volbách roku 1873 již ale místo něj byl zvolen v jeho obvodu do sněmu Josef Jaromír Štětka.
Na konci života pobýval v lázních Sedmihorky. Odtud byl kvůli srdečním problémům převezen do nemocnice v Hořicích. Zde zemřel v červenci 1900.